# Yōkan
Le yōkan (羊羹) est une pâtisserie japonaise (Wagashi) sucrée constituée d'une pâte de haricot rouge du Japon, gélifiée avec de l'agar-agar. Le yokan ressemble à de la pâte de fruits, mais est beaucoup plus fin. Il en existe deux types principaux : le neri yōkan et le mizu yōkan.
Mizu signifie "eau", ce type de yōkan est préparé avec davantage d'eau et est généralement mangé froid en été sauf dans la préfecture de Fukui où on le consomme généralement l'hiver.
Le yokan se déguste souvent autour d'une tasse de thé.